# Lampropappus
 Lampropappus  (Karl August Otto Hoffmann) Harold Ernest Robinson, 1999 è un genere di piante angiosperme dicotiledoni della famiglia delle Asteraceae.

## Etimologia
Il nome scientifico del genere è stato definito per la prima volta dai botanici Karl August Otto Hoffmann (1853-1909) e Harold Ernest Robinson (1932-2020) nella pubblicazione Proceedings of the Biological Society of Washington (Proc. Biol. Soc. Washington 112(1): 245) del 1999.

## Descrizione
Le piante di questa voce hanno un habitus subarbustivo. La sezione degli steli è a coste. Altezza massima 0,6 metri. Sulla superficie di queste piante sono presenti peli sia semplici che contorti; sono presenti anche pubescenze tomentose.
Le foglie sono disposte in modo alterno e sono picciolate o più o meno amplessicauli. La lamina in genere è intera con forme variabili da ovate o obovate, oppure con contorni lobati. Le venature normalmente sono pennate. I margini sono continui o dentati. La superficie delle foglie può essere pubescente o glabra (quella inferiore è tomentosa).
L'infiorescenza è formata da numerosi capolini peduncolati in formazioni corimbose. La struttura dei capolini è quella tipica delle Asteraceae: un peduncolo sorregge un involucro con forme variabili da emisferiche a spiraleggianti composto da circa 30 brattee disposte su 4 - 5 serie embricate e scalate che fanno da protezione al ricettacolo sul quale s'inseriscono i fiori di tipo tubuloso. Le brattee dell'involucro, persistenti o decidue (quelle più interne), hanno delle forme ampiamente ovate con apici variabili da acuti a apicolati (soprattutto quelle esterne) a volte con margini ialini. Il ricettacolo normalmente è privo di pagliette (ricettacolo nudo).
I fiori, 20 per capolino, sono tetra-ciclici (ossia sono presenti 4 verticilli: calice – corolla – androceo – gineceo) e pentameri (ogni verticillo ha in genere 5 elementi). I fiori sono inoltre ermafroditi e actinomorfi o lievemente zigomorfi.
- Formula fiorale:

*/x K {\displaystyle \infty }, [C (5), A (5)], G 2 (infero), achenio
- Calice: i sepali del calice sono ridotti ad una coroncina di squame.
- Corolla: la corolla, formata da un tubo imbutiforme terminanti in 5 lobi riflessi, può essere pubescente o glabra. Il colore è bianco con chiazze porpora (forte o pallido). I lobi interni sono più lunghi di quelli esterni.
- Androceo: gli stami sono 5 con filamenti liberi e distinti, mentre le antere sono saldate in un manicotto (o tubo) circondante lo stilo.[11] Le antere, prive di ghiandole, sono arrotondate e prive di coda. Le appendici basali hanno una consistenza soda e sono glabre. Il polline può essere di tipo tricolporato, ossia con tre aperture sia a fessura che a poro; può essere inoltre echinato (con punte)[12]; in genere non è "lophato".
- Gineceo: lo stilo è filiforme con alla base un anello (o nodo). Gli stigmi dello stilo sono due lunghi e divergenti; sono sottili, pelosi (peli a spazzola) e con apice ottuso. L'ovario è infero uniloculare formato da 2 carpelli. Gli stigmi hanno la superficie stigmatica interna (vicino alla base).[13]

I frutti sono degli acheni con pappo. Gli acheni hanno 5 coste con superficie villosa per peli uniseriati. All'interno si può trovare del tessuto di tipo idioblasto e rafidi di tipo subquadrato da corti a moderatamente allungati; non è presente il tessuto tipo fitomelanina. Il pappo è formato da 3 serie di setole piatte.

## Biologia
- Impollinazione: l'impollinazione avviene tramite insetti (impollinazione entomogama tramite farfalle diurne e notturne).
- Riproduzione: la fecondazione avviene fondamentalmente tramite l'impollinazione dei fiori (vedi sopra).
- Dispersione: i semi (gli acheni) cadendo a terra sono successivamente dispersi soprattutto da insetti tipo formiche (disseminazione mirmecoria). In questo tipo di piante avviene anche un altro tipo di dispersione: zoocoria. Infatti gli uncini delle brattee dell'involucro si agganciano ai peli degli animali di passaggio disperdendo così anche su lunghe distanze i semi della pianta.

## Distribuzione e habitat
La distribuzione delle piante di questa voce è relativa al Vecchio mondo (Africa centrale).

## Tassonomia
La famiglia di appartenenza di questa voce (Asteraceae o Compositae, nomen conservandum) probabilmente originaria del Sud America, è la più numerosa del mondo vegetale, comprende oltre 23 000 specie distribuite su 1 535 generi, oppure 22 750 specie e 1 530 generi secondo altre fonti (una delle checklist più aggiornata elenca fino a 1 679 generi). La famiglia attualmente (2021) è divisa in 16 sottofamiglie.

### Filogenesi
Le specie di questo gruppo appartengono alla sottotribù Gymnantheminae descritta all'interno della tribù Vernonieae Cass. della sottofamiglia Vernonioideae Lindl.. Questa classificazione è stata ottenuta ultimamente con le analisi del DNA delle varie specie del gruppo. Da un punto di vista filogenetico in base alle ultime analisi sul DNA la tribù Vernonieae è risultata divisa in due grandi cladi: Muovo Mondo e Vecchio Mondo. I generi della sottotribù Gymnantheminae appartengono al subclade relativo all'Africa tropicale comprese le Hawaii (l'altro subclade africano comprende soprattutto specie meridionali).
La sottotribù, e quindi i suoi generi, si distingue per i seguenti caratteri:
- l'habitus è soprattutto arbustivo o arboreo;
- le brattee interne dell'involucro talvolta sono decidue;
- il polline non è di tipo triporato;
- le antere sono prive di ghiandole;
- le piante sono in prevalenza paleotropicali (avventizie in America).

In precedenza la tribù Vernonieae, e quindi la sottotribù (Gymnantheminae) di questo genere, era descritta all'interno della sottofamiglia Cichorioideae.
I caratteri distintivi per le specie di questo genere ( Lampropappus) sono:
- l'habitus delle piante è subarbustivo;
- il pappo è formato da setole ampie e piatte (multiseriate);
- la superficie degli acheni è sericea con lunghi peli uniseriati.

### Elenco delle specie
Questo genere ha 3 specie:
- Lampropappus eremanthifolia (O.Hoffm.) H.Rob.
- Lampropappus hoffmannii  H.Rob.
- Lampropappus turbinellus  (S.Moore) H.Rob.